# Trigun Maximum
Trigun Maximum (トライガン・マキシマム) est un manga de Yasuhiro Nightow, prépublié entre 1997 et 2007 dans le magazine Young King Ours et compilé en 14 tomes par Shōnen Gahōsha. Il s'agit de la suite de Trigun, le titre de la série ayant changé en cours de publication pour une histoire de droits. La version française est publiée par Tonkam avant d'être rééditée par Delcourt/Tonkam à l'été 2025.

## Synopsis
Dans un monde à l'allure de Far West, Vash the Stampede, l'homme dont la tête vaut 60 milliards de doubles dollars ($$) voyage en essayant d'éviter les mésaventures dû à sa grande notoriété. Cependant, il sera par la suite confronté à un danger menaçant le monde dans lequel il vit et où son lourd passé va resurgir.